# Dispersión de Taylor
La dispersión de Taylor, también llamada difusión de Taylor es una difusión aparente o efectiva de algún campo escalar que surge a gran escala debido a la presencia de un flujo cortante fuerte, confinado y de media cero a pequeña escala. Esencialmente, el cizallamiento actúa para extender la distribución de la concentración en la dirección del flujo, aumentando la velocidad a la que se propaga en esa dirección.  El efecto lleva el nombre del especialista británico en dinámica de fluidos G. I. Taylor, que describió la dispersión inducida por cizallamiento para grandes números de Peclet. El análisis fue generalizado posteriormente por Rutherford Aris para valores arbitrarios del número de Peclet, por lo que el proceso también se denomina a veces dispersión de Taylor-Aris.
El ejemplo canónico es el de una especie difusora simple en un flujo uniforme de Poiseuille a través de un tubo circular uniforme con condiciones de frontera sin flujo, pero es relevante en muchos otros contextos, incluida la propagación de contaminantes en ríos y de drogas en el flujo sanguíneo. y flujo de riachuelo.

## Descripción
Las variables vienen representadas por «z» como coordenada axial, «r» como coordenada radial, suponer que hay una axisimetría y que el tubo tiene un radio «a»; entonces la velocidad del fluido es:
{\displaystyle {\boldsymbol {u}}=w{\hat {\boldsymbol {z}}}=w_{0}(1-r^{2}/a^{2}){\hat {\boldsymbol {z}}}}
La concentración de la especie difusora se denota «c» y su difusividad por «D». Se supone que la concentración se rige por la ecuación de advección-difusión lineal:
{\displaystyle {\frac {\partial c}{\partial t}}+{\boldsymbol {w}}\cdot {\boldsymbol {\nabla }}c=D\nabla ^{2}c}
La concentración y la velocidad se escriben como la suma de un promedio transversal (indicado por una barra superior) y una desviación (indicada por un acento), de esta manera:
{\displaystyle w(r)={\bar {w}}+w'(r)}
{\displaystyle c(r,z)={\bar {c}}(z)+c'(r,z)}
Bajo algunos supuestos (véase más abajo), es posible derivar una ecuación que solo involucre las cantidades promedio:
{\displaystyle {\frac {\partial {\bar {c}}}{\partial t}}+{\bar {w}}{\frac {\partial {\bar {c}}}{\partial z}}=D\left(1+{\frac {a^{2}{\bar {w}}^{2}}{48D^{2}}}\right){\frac {\partial ^{2}{\bar {c}}}{\partial z^{2}}}}
Se observa cómo la difusividad efectiva (Dff) que multiplica la derivada en el lado derecho de la ecuación es mayor que el valor original del coeficiente de difusión, D. La difusividad efectiva se escribe a menudo como:
{\displaystyle D_{\mathrm {eff} }=D\left(1+{\frac {{\mathit {Pe}}^{2}}{48}}\right)\,,}
donde {\displaystyle {\mathit {Pe}}=a{\bar {w}}/D} es el número de Péclet, basado en el radio del canal {\displaystyle a}. El resultado interesante es que para valores grandes del número de Péclet, la difusividad efectiva es inversamente proporcional a la difusividad molecular. El efecto de la dispersión de Taylor es, por lo tanto, más pronunciado en números de Péclet más altos.
En un marco que se mueve con la velocidad media, es decir, introduciendo {\displaystyle \xi =z-{\bar {w}}t}, el proceso de dispersión se convierte en un proceso de difusión pura,
{\displaystyle {\frac {\partial {\bar {c}}}{\partial t}}=D_{\mathrm {eff} }{\frac {\partial ^{2}{\bar {c}}}{\partial \xi ^{2}}}}
con la difusividad dada por la difusividad efectiva.
Se supone que {\displaystyle c'\ll {\bar {c}}} para un {\displaystyle z} dado, lo cual es el caso si la escala de longitud en la dirección {\displaystyle z} es lo suficientemente larga como para suavizar el gradiente en la dirección {\displaystyle r}. Esto puede traducirse en el requisito de que la escala de longitud {\displaystyle L} en la dirección {\displaystyle z} satisfaga:
{\displaystyle L\gg {\frac {a^{2}}{D}}{\bar {w}}=a{\mathit {Pe}}}.
La dispersión también es una función de la geometría del canal. Un fenómeno interesante, por ejemplo, es que la dispersión de un flujo entre dos placas planas infinitas y un canal rectangular, que es infinitamente delgado, difiere aproximadamente 8,75 veces. Aquí, las paredes laterales muy pequeñas del canal rectangular tienen una enorme influencia en la dispersión.
Aunque la fórmula exacta no se aplica en circunstancias más generales, el mecanismo sigue siendo válido, y el efecto es más fuerte en números de Péclet más altos. La dispersión de Taylor es de particular relevancia para los flujos en medios porosos modelados por la ley de Darcy.

## Derivación
Se puede derivar la ecuación de Taylor utilizando el método de promedios, introducido por primera vez por Aris. El resultado también puede derivarse de la asintótica de grandes tiempos, que es más intuitivamente clara. En el sistema de coordenadas dimensionales {\displaystyle (x',r',\theta )}, considere el flujo de Poiseuille completamente desarrollado {\displaystyle u=2U[1-(r'/a)^{2}]} que fluye dentro de una tubería de radio {\displaystyle a}, donde {\displaystyle U} es la velocidad media del fluido. Una especie de concentración {\displaystyle c} con alguna distribución arbitraria debe liberarse en algún lugar dentro de la tubería en el tiempo {\displaystyle t'=0}. Siempre que esta distribución inicial sea compacta, por ejemplo, la especie/soluto no se libera en todas partes con un nivel de concentración finito, la especie se convectará a lo largo de la tubería con la velocidad media {\displaystyle U}. En un marco que se mueve con la velocidad media y se escala con las siguientes escalas adimensionales
{\displaystyle t={\frac {t'}{a^{2}/D}},\quad x={\frac {x'-Ut'}{a}},\quad r={\frac {r'}{a}},\quad Pe={\frac {Ua}{D}}}
donde {\displaystyle a^{2}/D} es el tiempo necesario para que la especie se difunda en dirección radial, {\displaystyle D} es el coeficiente de difusión de la especie y {\displaystyle Pe} es el número de Peclet, las ecuaciones que rigen este fenómeno vienen dadas por
{\displaystyle {\frac {\partial c}{\partial t}}+Pe(1-2r^{2}){\frac {\partial c}{\partial x}}={\frac {\partial ^{2}c}{\partial x^{2}}}+{\frac {1}{r}}{\frac {\partial }{\partial r}}\left(r{\frac {\partial c}{\partial r}}\right).}
Por lo tanto, en este marco móvil, en momentos {\displaystyle t\sim 1} (en variables dimensionales, {\displaystyle t'\sim a^{2}/D}), la especie se difundirá radialmente. Es evidente, pues, que cuando {\displaystyle t\gg 1} (en variables dimensionales, {\displaystyle t'\gg a^{2}/D}), la difusión en dirección radial hará que la concentración sea uniforme en toda la tubería, aunque la especie siga difundiéndose en dirección {\displaystyle x}. La dispersión de Taylor cuantifica este proceso de difusión axial para valores grandes de {\displaystyle t}.
Supongamos que {\displaystyle t\sim 1/\epsilon \gg 1} (es decir, tiempos grandes en comparación con el tiempo de difusión radial {\displaystyle a^{2}/D}), donde {\displaystyle \epsilon \ll 1} es un número pequeño. Entonces, en estos momentos, la concentración se extendería a una extensión axial {\displaystyle x\sim {\sqrt {t}}\sim {\sqrt {1/\epsilon }}\gg 1}. Para cuantificar el comportamiento en tiempos largos, se utilizan las siguientes reescalas
{\displaystyle \tau =\epsilon t,\quad \xi ={\sqrt {\epsilon }}x}
se puede introducir. La ecuación queda entonces así:
{\displaystyle \epsilon {\frac {\partial c}{\partial \tau }}+{\sqrt {\epsilon }}Pe(1-2r^{2}){\frac {\partial c}{\partial \xi }}=\epsilon {\frac {\partial ^{2}c}{\partial \xi ^{2}}}+{\frac {1}{r}}{\frac {\partial }{\partial r}}\left(r{\frac {\partial c}{\partial r}}\right).}
Si las paredes de la tubería no absorben ni reaccionan con las especies, entonces la condición de contorno {\displaystyle \partial c/\partial r=0} debe satisfacerse en {\displaystyle r=1}. Debido a la simetría, {\displaystyle \partial c/\partial r=0} en {\displaystyle r=0}.
Dado que {\displaystyle \epsilon \ll 1}, la solución puede expandirse en una serie asintótica, {\displaystyle c=c_{0}+{\sqrt {\epsilon }}c_{1}+\epsilon c_{2}+\cdots } Sustituyendo esta serie en la ecuación que rige y agrupando los términos de diferentes órdenes, se obtiene una serie de ecuaciones. En el orden principal, la ecuación obtenida es
{\displaystyle {\frac {1}{r}}{\frac {\partial }{\partial r}}\left(r{\frac {\partial c_{0}}{\partial r}}\right)=0.}
Al integrar esta ecuación con las condiciones de contorno definidas anteriormente, se obtiene {\displaystyle c_{0}=c_{0}(\xi ,\tau )}. En este orden, {\displaystyle c_{0}} sigue siendo una función desconocida. El hecho de que {\displaystyle c_{0}} sea independiente de {\displaystyle r} es un resultado esperado, ya que, como ya se ha dicho, en momentos {\displaystyle t'\gg a^{2}/D}, la difusión radial dominará primero y hará que la concentración sea uniforme en toda la tubería.
Los términos del orden {\displaystyle {\sqrt {\epsilon }}} conducen a la ecuación
{\displaystyle {\frac {1}{r}}{\frac {\partial }{\partial r}}\left(r{\frac {\partial c_{1}}{\partial r}}\right)=Pe(1-2r^{2}){\frac {\partial c_{0}}{\partial \xi }}.}
Integrando esta ecuación con respecto a {\displaystyle r} utilizando las condiciones de contorno, se obtiene
{\displaystyle c_{1}(\xi ,r,\tau )=c_{1a}(\xi ,\tau )+{\frac {Pe}{8}}(2r^{2}-r^{4}){\frac {\partial c_{0}}{\partial \xi }}}
donde {\displaystyle c_{1a}} es el valor de {\displaystyle c_{1}} en {\displaystyle r=0}, una función desconocida en este orden.
Los términos del orden {\displaystyle \epsilon } conducen a la ecuación
{\displaystyle {\frac {1}{r}}{\frac {\partial }{\partial r}}\left(r{\frac {\partial c_{2}}{\partial r}}\right)=Pe(1-2r^{2}){\frac {\partial c_{1}}{\partial \xi }}+{\frac {\partial c_{0}}{\partial \tau }}-{\frac {\partial ^{2}c_{0}}{\partial \xi ^{2}}}.}
Esta ecuación también se puede integrar con respecto a {\displaystyle r}, pero lo que se requiere es la condición de solubilidad de la ecuación anterior. La condición de solubilidad se obtiene multiplicando la ecuación anterior por {\displaystyle 2rdr} e integrando toda la ecuación desde {\displaystyle r=0} hasta {\displaystyle r=1}. Esto también es lo mismo que promediar la ecuación anterior en la dirección radial. Utilizando las condiciones de contorno y los resultados obtenidos en los dos órdenes anteriores, la condición de solubilidad conduce a
{\displaystyle {\frac {\partial c_{0}}{\partial \tau }}=\left(1+{\frac {Pe^{2}}{48}}\right){\frac {\partial ^{2}c_{0}}{\partial \xi ^{2}}}\quad \Rightarrow \quad {\frac {\partial c_{0}}{\partial t}}=\left(1+{\frac {Pe^{2}}{48}}\right){\frac {\partial ^{2}c_{0}}{\partial x^{2}}}.}
Esta es la ecuación de difusión requerida. Volviendo al marco del laboratorio y a las variables dimensionales, la ecuación se convierte en
{\displaystyle {\frac {\partial c_{0}}{\partial t'}}+U{\frac {\partial c_{0}}{\partial x'}}=D\left(1+{\frac {U^{2}a^{2}}{48D^{2}}}\right){\frac {\partial ^{2}c_{0}}{\partial x'^{2}}}.}
Por la forma en que se deriva esta ecuación, se puede ver que esto es válido para {\displaystyle t'\gg a^{2}/D}, en el que {\displaystyle c_{0}} cambia significativamente en una escala de longitud {\displaystyle x'\gg a} (o más precisamente en una escala {\displaystyle x\sim {\sqrt {Dt'}})}. En la misma escala de tiempo {\displaystyle t'\gg a^{2}/D}, en cualquier escala de longitud pequeña alrededor de una ubicación que se mueve con el flujo medio, por ejemplo {\displaystyle x'-Ut'=x_{s}'-Ut'}, es decir e., en la escala de longitud {\displaystyle x'-x_{s}'\sim a}, la concentración ya no es independiente de {\displaystyle r}, sino que viene dada por {\displaystyle c=c_{0}+{\sqrt {\epsilon }}c_{1}.}

### Asintóticas de orden superior
Integrando las ecuaciones obtenidas en segundo orden, encontramos
{\displaystyle c_{2}(\xi ,\tau )=c_{2a}(\xi ,\tau )+{\frac {Pe}{4}}\left(r^{2}-{\frac {r^{4}}{2}}\right){\frac {\partial c_{1a}}{\partial \xi }}+{\frac {Pe^{2}}{32}}\left({\frac {r^{2}}{6}}+{\frac {r^{4}}{2}}-{\frac {5r^{6}}{8}}+{\frac {r^{8}}{8}}\right){\frac {\partial ^{2}c_{0}}{\partial \xi ^{2}}}}
donde {\displaystyle c_{2a}(\xi ,\tau )} es una incógnita en este orden.
Ahora, reuniendo los términos del orden {\displaystyle \epsilon {\sqrt {\epsilon }}}, se encuentra
{\displaystyle {\frac {1}{r}}{\frac {\partial }{\partial r}}\left(r{\frac {\partial c_{3}}{\partial r}}\right)=Pe(1-2r^{2}){\frac {\partial c_{2}}{\partial \xi }}+{\frac {\partial c_{1}}{\partial \tau }}-{\frac {\partial ^{2}c_{1}}{\partial \xi ^{2}}}.}
La condición de solubilidad de la ecuación anterior da como resultado la ecuación que rige {\displaystyle c_{1a}(\xi ,\tau )} de la siguiente manera
{\displaystyle {\frac {\partial c_{1a}}{\partial \tau }}-\left(1+{\frac {Pe^{2}}{48}}\right){\frac {\partial ^{2}c_{1a}}{\partial \xi ^{2}}}=-{\frac {Pe^{3}}{2880}}{\frac {\partial ^{3}c_{0}}{\partial \xi ^{3}}}.}